# 4298 Jorgenúnez
4298 (1941 WA) је астероид главног астероидног појаса. Приближан пречник астероида је 18,91 ,
а средња удаљеност астероида од Сунца износи 3,045 астрономских јединица (АЈ).
Инклинација (нагиб) орбите у односу на раван еклиптике је 3,297 степени, а орбитални период износи 1941,278 дана (5,314 година). Ексцентрицитет орбите астероида износи 0,295.
Апсолутна магнитуда астероида износи 12,20 а геометријски албедо 0,065.
Астероид је откривен 17. новембра 1941. године.